# The Journeys and the Experiences of Death
The Journeys and the Experiences of Death – piąty album studyjny norweskiego zespołu Helheim. Nagrany i wydany przez Dark Essence Records w czerwcu 2006 roku. 

## Lista utworów
1. „Veneration For The Dead” – 4:47
2. „Dead Man's Eyes” – 3:41
3. „Bewitchment” – 5:55
4. „Second Death” – 5:56
5. „Entering The Beast” – 3:01
6. „Helheim 5” – 3:23
7. „Oaken Dragons” – 9:10
8. „Thirteen To The Perished” – 5:03
9. „The Thrall And The Master” – 6:36

## Twórcy
- Hrymr – perkusja, instrumenty klawiszowe
- V'gandr – gitara basowa, śpiew
- H'grimnir – gitara klasyczna, wokal wspierający
- Thorbjørn[1] – gitara
- Lindheim[1] – instrumenty klawiszowe